# (9336) Altenburg
(9336) Altenburg est un astéroïde de la ceinture principale.

## Description
(9336) Altenburg est un astéroïde de la ceinture principale. Il fut découvert le 15 janvier 1991 à Tautenburg par Freimut Börngen. Il présente une orbite caractérisée par un demi-grand axe de 2,24 UA, une excentricité de 0,10 et une inclinaison de 0,7° par rapport à l'écliptique.

## Compléments